# آنگر اشتیریا
آنگر اشتیریا (به آلمانی: Anger) یک منطقهٔ مسکونی در اتریش است که در وایتس واقع شده‌است. آنگر اشتیریا ۱٫۹۷ کیلومتر مربع مساحت دارد ۴۷۹ متر بالاتر از سطح دریا واقع شده‌است.